# Hans-Jörg Senn
Hans-Jörg Senn (* 28. März 1934 in Rüti (ZH); † 13. Januar 2023 in St. Gallen) war ein Schweizer Mediziner und Pionier auf dem Fachgebiet der Onkologie. Er war der Gründer der International St. Gallen Consensus Conferences, welche seit 1978 weltweite Standards zur Brustkrebsbehandlung definieren.

## Beruflicher Werdegang
Hans-Jörg Senn studierte Medizin an den Universitäten Zürich und Wien und schloss 1961 mit Staatsexamen und Doktorat ab. Es folgten Weiterbildungen am Kantonsspital Schaffhausen, am Tiefenauspital in Bern sowie am Duval Medical Center in Jacksonville/FL und am Rosewell Park Memorial Institut in Buffalo/NY (USA).
1968 wurde Hans-Jörg Senn Oberarzt und Leiter der onko-hämataologischen Station des Universitätsspitals Basel. 1972 erfolgte der Ruf als Chefarzt der neu gegründeten Klinik C für Innere Medizin ans Kantonsspital St. Gallen (Schwerpunkte Onkologie, Hämatologie und Gastroenterologie). 1982–1997 wirkte er auch als Chairman des von ihm gegründeten Interdisziplinären Tumorzentrums St. Gallen. Senn trug wesentlich zur sehr guten, auch internationalen Positionierung der Onkologie des Kantonsspitals St. Gallen bei. Er förderte früh ein gezieltes interdisziplinäres Vorgehen bei der Patientenversorgung und der klinischen Krebsforschung. Er war einer der Treiber für die Einführung eines flächendeckenden Mammographiescreening-Programmes und eröffnete die erste Palliativstation in einem Grossspital in der Schweiz.
Auf privatwirtschaftlicher Basis gründete Hans-Jörg Senn 1998 das Tumor- und Brust-Zentrum ZeTuP in St. Gallen, Rapperswil (SG) und Chur (GR), welches er als ärztlicher und später als wissenschaftlicher Direktor bis 2015 begleitete (heute Tumorzentrum Ostschweiz).

## Akademisches Wirken
Hans-Jörg Senn habilitierte sich an der Universität Basel, die ihn 1978 zum a.o. Professor ernannte. Daneben wirkte er als Gastprofessor an der Nankai University in Tianjin (China) und als Wissenschaftlicher Experte des Deutschen Bundesministeriums für Forschung und Technologie in Bonn.

## Gremien
Hans-Jörg Senn war Gründer und erster Präsident der International Breast Cancer Study Group IBCSG in Bern und Boston (1990–1995) sowie Board Member der European Organisation for Research and Treatment of Cancer EORTC in Brüssel (1994–2000). Er war einer der Gründer und Präsident der Schweiz. Arbeitsgemeinschaft für Klinische Krebsforschung SAKK (1987–1990).
Eine von Senns wichtigsten Leistungen war der Aufbau und die Leitung der St. Gallen International Breast Cancer Conference, die mittlerweile eine der wichtigsten Brustkrebs-Konferenzen mit mehreren tausend Teilnehmern aus über 100 Ländern ist. Als Ergebnis der Konferenz resultiert jeweils der St. Gallen Consensus, der für die frühe Behandlung des Mammakarzinoms wegweisend ist.

## Familie
Senn wuchs im Zürcher Oberland als Sohn des Notars Oskar Senn und der Pauline geb. Hinderer auf. Seit 1962 war er mit Irene geb. Lüscher (* 1933) aus Schaffhausen verheiratet und hat mit ihr drei Söhne: Christoph (* 1963), Andy (* 1965) und Mathias (* 1969). Die Familie lebte in Mörschwil (SG) und Flims (GR).

## Publikationen (Auswahl)
Hans-Jörg Senn war Autor oder Mitverfasser von rund 600 Publikationen in Innerer Medizin, Onkologie, Hämatologie, Supportivtherapie und Medizinethik. Zudem wirkte er als Chefredaktor verschiedener Fachzeitschriften wie etwa des European Journal of Cancer, des Journal of Supportive Care und von The Breast sowie als Herausgeber der Buchreihe Recent Results in Cancer Research.

## Ehrungen
Für sein Wirken als Pionier der Senologie wurde Hans-Jörg Senn u. a. mit dem Schweizer Krebspreis (1997), dem Europäischen FECS-Pezcoller-Award (2003) und dem Lifetime Award der European Society for Medical Oncology (2011) geehrt. Die Deutsche Gesellschaft für Gynäkologie und Geburtshilfe bezeichnete ihn zudem, gemeinsam mit Nobelpreisträger Harald zur Hausen, Craig Jordan und Umberto Veronesi als «einen der vier Grössten des Jahrhunderts».
Seit 2021 wird am Jahreskongress des Basel Breast Consortium BBC der ‹Hans-Jörg Senn Award› für herausragende Leistungen in der Brustkrebsforschung verliehen.
Der Schweizer Musikkomponist Walder Alder sen. komponierte zu Ehren Senns, der 50-jährig noch mit Hackbrettspielen begann, «En gmüetliche Hackbrettpolka» (1989).